# Akihisa Sonobe
Akihisa Sonobe (園部晃久?, Sonobe Akihisa; Tokyo, 16 dicembre 1964) è un preparatore atletico ed ex calciatore giapponese, di ruolo portiere.

## Carriera

### Calciatore
Formatosi nella sezione calcistica del circolo sportivo giovanile della Mitsubishi, nel 1983 passò al club della divisione motori dove, per nove stagioni, si alternò con Hiroyuki Takahashi nel ruolo di portiere titolare, rilevandolo nelle stagioni 1989-90 e 1990-91. Con il passaggio del Mitsubishi Motors a squadra professionistica con il nome di Urawa Red Diamonds, Sonobe assunse definitivamente il ruolo di secondo portiere senza mai scendere in campo, sino al ritiro avvenuto al termine della stagione 1994.
Nel corso della propria carriera è sceso in campo in occasione di 109 incontri, 82 dei quali disputati in massima divisione.

### Dopo il ritiro
Conclusa la carriera di calciatore, nella stagione 1995 svolse la mansione di preparatore dei portieri degli Urawa Red Diamonds.

## Statistiche

### Presenze e reti nei club
| Stagione | Squadra           | Campionato | Campionato | Campionato |
| Stagione | Squadra           | Comp       | Pres       | Reti       |
| -------- | ----------------- | ---------- | ---------- | ---------- |
| 1983     | Mitsubishi H.I.   | JSL1       | 0          | 0          |
| 1984     | Mitsubishi H.I.   | JSL1       | 14         | -?         |
| 1985-86  | Mitsubishi H.I.   | JSL1       | 0          | 0          |
| 1986-87  | Mitsubishi H.I.   | JSL1       | ?          | -?         |
| 1987-88  | Mitsubishi H.I.   | JSL1       | ?          | -?         |
| 1988-89  | Mitsubishi H.I.   | JSL1       | ?          | -?         |
| 1989-90  | Mitsubishi H.I.   | JSL2       | 27         | -?         |
| 1990-91  | Mitsubishi Motors | JSL1       | 20         | -?         |
| 1991-92  | Mitsubishi Motors | JSL1       | 10         | -?         |
| 1993     | Urawa Reds        | J1         | 0          | 0          |
| 1994     | Urawa Reds        | J1         | 0          | 0          |
|          | Totale            |            | 109        | -?         |

## Palmarès
- Japan Soccer League Division 2: 1

1989-90